# Nardi FN.310
Nardi FN.310 byl italský sportovní čtyřmístný dolnokřídlý jednoplošník s dvojím řízením, který navázal na první letoun Nardi, typ FN 305. Společností Fratelli Nardi, kterou založili bratři Euste, Elio a Luigi Nardi v Miláně, byl vyroben jediný prototyp.

## Vznik a vývoj
FN.310 poprvé vzlétl v prosinci 1937. Tento čtyřmístný turistický dolnoplošník byl poháněn hvězdicovým sedmiválcovým motorem Fiat A.70S o výkonu 180/200 k (134-149 kW). Alternativně měl být letoun osazen devítiválcovým motorem Walter Bora II o výkonu 210/225 k (154-165 kW), který se již osvědčil na dálkovém stroji Nardi FN.305D. Motor byl opatřen prstencovým krytem NACE a poháněl kovovou vrtuli Alfa Romeo s listy nastavitelnými za letu. Letoun měl dva páry sedadel vedle sebe. Sanitní varianta měla místo zadních sedadel nosítka.
Křídlo bylo konstruováno obdobně jako u FN.305 tzn. jako silně lichoběžníkové. Skládalo se ze 3 částí. Střední část, integrálně spojená přímo s trupem letounu, měla kostru svařenu z ocelových trubek a byla potažena dýhou. Zatahovací podvozek byl řešen obdobně jako u typu FN.305 s tím rozdílem, že mechanické ovládání bylo nahrazeno elektrickým. Kola opatřená nízkotlakými pneumatikami byla brzděna mechanickými brzdami Bendix.

## Operační nasazení
Letoun od ledna 1939 létal s imatrikulací I-ABLO. Létal u MM.381 Regia Aeronautica (královské letectvo ozbrojených sil Italského království). V červenci 1939 se letadlo s pilotem Morassutim účastnilo IV. ročníku leteckých závodů Raduno del Littorio. V důsledku vstupu Itálie do druhé světové války byl další vývoj znemožněn a letadlo se nedočkalo sériové výroby.

## Uživatelé
- Italské království
  - Regia Aeronautica

## Specifikace
Údaje pro verzi s motorem Walter Bora II dle

### Technické údaje
- Posádka: 4
- Rozpětí: 10 m
- Délka: 7 m
- Výška: 2,2 m
- Nosná plocha: 16 m²
- Prázdná hmotnost: 650 kg
- Max. vzletová hmotnost: 1 115 kg
- Pohonná jednotka: hvězdicový motor Walter Bora II
- Výkon pohonné jednotky: 210/225 k (154-165 kW)
- Vrtule: kovová, stavitelná, dvoulistá vrtule Alfa Romeo

### Výkony
- Cestovní rychlost: 430 km/h v 5 960 m
- Maximální rychlost: 300 km/h
- Dolet: 1 400 km
- Dostup: 6 000 m
- Stoupavost: do 5 000 m 30 min